# Lars Holstein
Lars Christian greve Holstein(-Holsteinborg) (født 1959) er en dansk erhvervsmand, bror til Harald Holstein.
Lars Holstein er søn af Jørgen Helge Eggert greve Holstein og Gisela Anna Martha Hanlo og dermed barnebarn af ingeniøren Harald Holstein. Hans bror af samme navn, Harald Holstein, grundlagde i 1981 i København tøjfirmaet Noa Noa, og året efter indtrådte Lars Holstein i firmaet. Brødrene havde i begyndelsen af 1980'erne to forretninger i henholdsvis København og Helsingør, men snart fik de stor succes med at udvide salget af deres afslappede og tilgængelige tøj, og firmaet er i dag en verdensforretning.
Indtil 2007 var Holstein adm. direktør i Noa Noa, men forlod firmaet efter kapitalfonden Axcels overtagelse af firmaet. I stedet blev han kulturel "ambassadør" for tøjfirmaet.